# Galkanaal
Het galkanaal (ductus biliaris) is een reeks excretiebuizen die gal van de lever naar de darm vervoeren.
Het galkanaal begint met de intra-hepatische (binnen de lever gelegen) galwegen, gelegen in de lever, waarlangs de in de hepatocyten geproduceerde gal wordt afgevoerd. De intrahepatische galwegen verzamelen zich in een tweetal grotere galgangen, de rechter- (dexter) en linker- (sinister) leverbuis (ductus hepaticus). Deze twee komen samen in de leverbuis in de centrale galgang. Na enkele centimeters is er een aftakking, de galblaasbuis (ductus cysticus) die naar de galblaas loopt waarin een reservevoorraad gal wordt opgeslagen. Voorbij deze aftakking begint de galgang. Samen met de alvleesgang, afvoerbuis van de alvleesklier, mondt de galgang via de papil van Vater ten slotte uit in de twaalfvingerige darm.